# Бекство (филм из 1968)
Бекство је југословенски филм из 1968. године. Режирао га је Здравко Шотра, а сценарио је писао Драгован Јовановић.

## Улоге
| Глумац              | Улога                        |
| ------------------- | ---------------------------- |
| Мија Алексић        | Парамон Иљич Корзухин        |
| Маја Чучковић       | Љусја                        |
| Иван Јагодић        | Бајев                        |
| Ђорђе Јелисић       | Де Бризар                    |
| Бранислав Јеринић   | Чарнота                      |
| Јован Милићевић     | Главни командант Беле армије |
| Ратко Сарић         | Африкан Архиепископ          |
| Неда Спасојевић     | Серафима                     |
| Данило Стојковић    | Тихи                         |
| Љуба Тадић          | Роман Валеријанович Хлудов   |
| Миливоје Томић      | Пајсије                      |
| Власта Велисављевић | Ађутант Хлудова              |
| Стево Жигон         | Сергеј Павлович Голупков     |
| Милош Жутић         | Крапиљин ордонанс            |